# Grube Anna und Hoffnung
Die Grube Anna und Hoffnung ist ein stillgelegtes Eisenerzbergwerk im südlichen Salzgitter-Höhenzug bei Liebenburg in Niedersachsen. Die Bergwerksanlagen befanden sich im Stobenbachtal südlich der von Heimerode nach Liebenburg führenden Straße. Die vergleichsweise kleine und nur kurzzeitig durch die Ilseder Hütte betriebene Grube gehörte zum Peine-Salzgitter-Revier.

## Geologie

### Die Entstehung der Erzlager der Grube Anna und Hoffnung
Die Entstehung der Lager verlief wie die der übrigen Lagerstätten im Raum Salzgitter: Im Bereich des Salzgitter-Höhenzuges befand sich die Küstenlinie des Unterkreide-Meeres. In der Umgebung verwesender Meeresorganismen konnten im Wasser gelöste Eisenverbindungen besonders gut ausfällen und bildeten sogenannte Toneisenstein-Geoden. Diese wurden durch die Meeresbrandung bevorzugt in natürlichen Senken in Küstennähe abgelagert. Durch Verwitterungsprozesse nach Rückzug des Wassers zerfielen sie in zahlreiche Trümmer. Bei nachfolgenden Überflutungen wurden an gleicher Stelle Eisen-Oolithe abgelagert. Die so entstandenen ursprünglich flachen Lagerstätten (auch Erzkolke genannt) wurden im Verlauf der Jahrmillionen durch tektonische Prozesse und/oder aufsteigende Salzstöcke gestört und aufgerichtet.

### Geographische Lage und Ausdehnung
Die Grube Anna und Hoffnung baute auf dieselbe Lagerstätte wie die benachbarte Grube Fortuna: Das salztektonisch überprägte Erzlager befindet sich am südöstlichen Rand des Salzgitter-Höhenzuges zwischen den Orten Groß Döhren und Liebenburg. Es streicht von Norden nach Süden und fällt steil mit 73 bis 90 gon von Westen nach Osten ein.  Der bedeutendste Lagerstättenteil war das zum Barremium gehörige sogenannte Braune Lager mit einer Mächtigkeit von 10 bis 30 Metern. Durch Tonschichten von 10 bis 25 Metern davon getrennt, bestand darüber das Rothe-Rose- oder Rote Lager des Aptium. Die Lager waren in ihren Verlauf durch Störungen versetzt.

### Mineralogie
Die angetroffenen Erze schwankten in ihrer mineralischen Zusammensetzung sehr stark. Es handelte sich um ein Konglomerat aus linsen- bis schalenförmigen Brauneisentrümmern von weniger als einem bis 15 Millimeter Durchmesser, Phosphoriten, Sandstein und Glaukoniten in einem sandig-tonigen Bindemittel.
Der Eisengehalt betrug höchstens 38 %.

## Geschichte und Technik

### Vorgängerbergbau
Das Grubenfeld Anna und Hoffnung im Norden der Groß-Döhren-Liebenburger-Erzlagerstätte wurde als Längenfeld im Jahr 1858 verliehen und 1901 in ein Geviertfeld umgewandelt. Erste Besitzer waren die Gebrüder Röhrig aus Braunschweig und später gehörte die Berechtsame einem Ingenieur Rittershaus aus Goslar. Nachdem die Ilseder Hütte 1893 Untersuchungen durch Handbohrungen und Schürfgräben durchgeführte, erwarb sie die Bergbauberechtigung am 2. April 1912. Nach dem Ersten Weltkrieg wurde in den Jahren 1919 bis 1922 im Stobenbachtal in 150 m ü. NN durch die Ilseder Hütte ein erster Untersuchungsstollen aufgefahren. Er reichte bis an die Markscheide des Feldes Rothe Rose, der späteren Grube Fortuna. Die Ilseder Hütte konzentrierte ihre Aktivitäten auf ihre ergiebigere Grube Georg-Friedrich in Dörnten, so dass es zu keinem größeren Abbau kam.

### Aufnahme des Bergbaus und Betrieb der Grube Anna und Hoffnung 1935 bis 1955

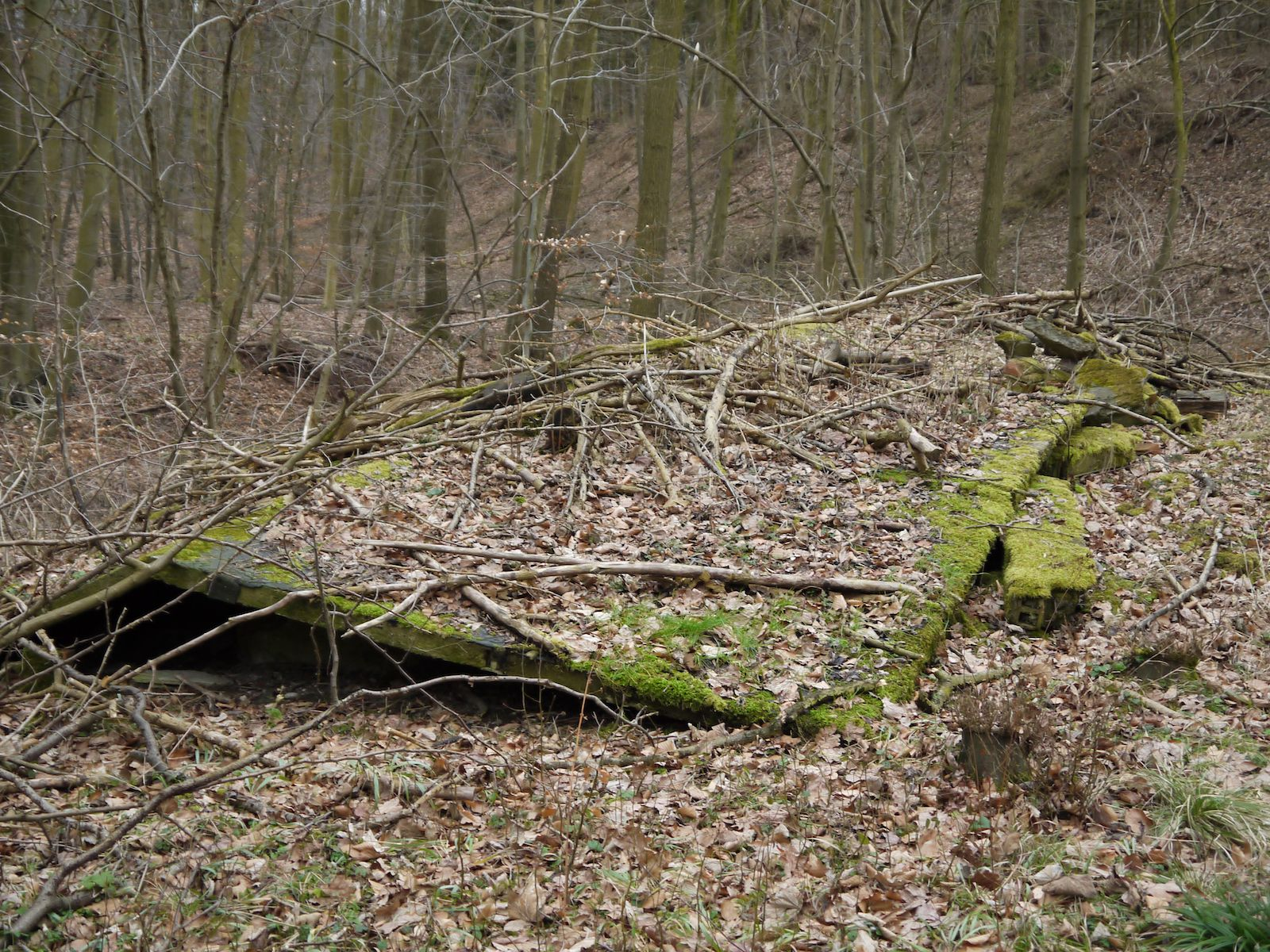
Zusammengestürztes ehemaliges Betriebsgebäude

Durch den nationalsozialistischen Vierjahresplan unter Druck gesetzt, begannen die Vereinigten Stahlwerke (VESTAG) 1935 mit dem Ausbau ihrer Grube Fortuna. Daher entstanden auch im Bereich Anna und Hoffnung Pläne für das Abteufen einer Schachtanlage. Im Vorfeld trieb die Ilseder Hütte einen neuen Stollen von drei Metern Breite und 2,8 Metern Höhe auf den 1935 begonnenen Tagebau im Süden des Feldes zu, der unmittelbar an den Tagebau Fortuna grenzte.
Ab 1937 wurde das Braune Lager im Trichterbau hereingewonnen. Bei diesem Verfahren wurde das Erz eine Böschung in eine Schrapperrinne hinuntergeschossen. Der Schrapper förderte das Erz in Rolllöcher, aus denen es über den Förderstollen in Förderwagen abgezogen wurde. Die erste Jahresförderung betrug 13.300 Tonnen bei einer Belegschaft von 23 Bergleuten.
Der Abbau im Tiefbau begann 1938. Über der sogenannten Hangendstrecke wurde das Rote Lager im Scheibenbruchbau abgebaut. Während des Zweiten Weltkriegs stellte man das Abbauverfahren auf den wesentlich effektiveren Weitungsbau um und nahm auch das Braune Lager unter Tage in Verhieb. In den Kriegsjahren wurden zwischen 30.000 und 40.000 Tonnen Erz gefördert.
Die Aufbereitung und der Versand der Erze erfolgten zusammen mit den Dörntener Erzen in Salzgitter-Calbecht. Hierzu wurden die Förderwagen an den vom Schroederstollen kommenden Zug angekuppelt. 1939 wurden nach Tiefbohrungen noch die Felder Lucie und Liebenburg verliehen. Vom Kriegsende bis 1946 ruhte der Betrieb. Der Tagebau nahm erst 1951 den Betrieb wieder auf und war schon 1953 ausgeerzt. In diesem Jahr wurde auch die höchste Jahresförderung von rund 78.000 Tonnen erreicht.
Im Jahr 1955 waren die oberhalb der Stollensohle gewinnbaren Erzvorräte erschöpft, ohne dass bislang mit dem Bau eines Tiefbauschachtes begonnen wurde. Da aufgrund der bei Tiefbohrungen in den Jahren 1952 bis 1953 ermittelten geologischen Gegebenheiten Schwierigkeiten beim Schachtteufen erwartet wurden, sah die Ilseder Hütte davon ab und legte die Grube Anna und Hoffnung still. Die Barbara Erzbergbau AG als Rechtsnachfolger der VESTAG pachtete 1956 das Grubenfeld für die Ausdehnung ihres Bergwerks Fortuna an. Der Stollen wurde in einer Teufe von 50 Metern über NN von Fortuna aus unterfahren. Zur Verbesserung der Bewetterung wurde ein Aufhauen zum Anna-und-Hoffnung-Stollen hochgebrochen. Die Absatzkrise des deutschen Eisenerzbergbaus zu Beginn der 1960er Jahre verhinderte schließlich einen Abbau der unter der Stollensohle anstehenden Vorräte von noch rund vier Millionen Tonnen.
Nach Stilllegung der Grube Fortuna wurde der Stollen Anna und Hoffnung endgültig abgeworfen und durch Zuschießen verwahrt.
Seit dem anschließenden Ersaufen der Grube Fortuna fließt seit 1965 das aufsteigende Grubenwasser aus den Tiefbauen von Fortuna über eine Betondrainage im Stollen Anna und Hoffnung ab. Wegen der Verbindung zu den Grubenbauen der Grube Morgenstern mit den darüber liegenden Altlasten aus der Nachnutzung als Mülldeponie wurden in den 1980er und 1990er Jahren regelmäßig Wasserproben entnommen.

## Heutiger Zustand (2011)
Außer dem Pingenfeld und einem zusammengebrochenen Schuppen sind keine Reste des Bergwerkes mehr auffindbar.